# Raúl Sidders
Raúl Eduardo Sidders (13 de mayo de 1905-desconocido) fue un militar argentino, perteneciente a la Armada, que alcanzó el grado de capitán de navío. Fue interventor federal del Territorio Nacional del Chubut entre 1955 y 1958.

## Biografía
Nació en 1905. Ingresó a la Armada Argentina, egresando de la Escuela Naval Militar en 1928 como guardiamarina en la promoción 53. Realizó su viaje de instrucción el fragata ARA Presidente Sarmiento, en su viaje de instrucción XXV.
En 1943 fue comandante del rastreador ARA Bathurst (M-1).
Entre 1955 y 1958, durante la dictadura autodenominada Revolución Libertadora, fue nombrado de facto interventor federal del Territorio Nacional del Chubut. El 15 de junio de 1955 el Congreso Nacional sancionó la ley n.º 14408 promulgada por el Poder Ejecutivo Nacional el día 28 por la cual se creó la Provincia del Chubut y otras 4 más, anulándose la Zona Militar de Comodoro Rivadavia, sin embargo tras el golpe de Estado de septiembre la provincialización fue al suspendida. creó la Dirección Provincial de Vialidad y declaró a Trelew como ciudad. Fue sucedido por Jorge Galina, primer gobernador de la provincia del Chubut, elegido en las primeras elecciones provinciales.
Pasó a retiro como capitán de navío. Entre 1958 y 1964 fue consejero y cónsul general de Argentina en Londres (Reino Unido), siendo luego representante del Ministerio de Relaciones Exteriores y Culto en el Consejo Nacional de Radio y Televisión (CONART).